# Linus Carl Pauling
Linus Carl Pauling, ameriški kemik, nobelovec, * 28. februar 1901, Portland, Oregon, Združene države Amerike, † 19. avgust 1994, Big Sur, Kalifornija, ZDA.
Pauling je ob Marie Skłodowski-Curie edini, ki je dobil dve Nobelovi nagradi z različnih področij in eden od štirih dvakratnih nobelovcev. Leta 1954 je prejel Nobelovo nagrado za kemijo za dosežke na področju raziskave kemijskih vezi. Eden izmed njegovih ključnih dosežkov je bila uvedba pojma hibridizacije orbital. 
Leta 1962 je prejel Nobelovo nagrado za mir za svoje nasprotovanje nadzemskim jedrskim preskušanjem. Hkrati je edini v zgodovini Nobelove nagrade, ki je dobil dve nedeljeni nagradi (torej ne da bi si ju delil z drugimi nagrajenci).
Znan je bil tudi kot zagovornik ortomolekularne terapije, megavitaminske terapije in množične uporabe prehranskih dopolnil za zdravstveno varstvo, ki pa so bolj kontroverzne zamisli in v sodobni medicini nimajo vidne strokovne podpore.